# Дзьобак палаванський
Дзьоба́к палаванський (Dinopium everetti) — вид дятлоподібних птахів родини дятлових (Picidae). Ендемік Філіппін. Вид названий на честь британського колоніального адміністратора і колекціонера Альфреда Еверетта. Раніше він вважався підвидом золотоспинного дзьобака, однак був визнаний окремим видом.

## Поширення і екологія

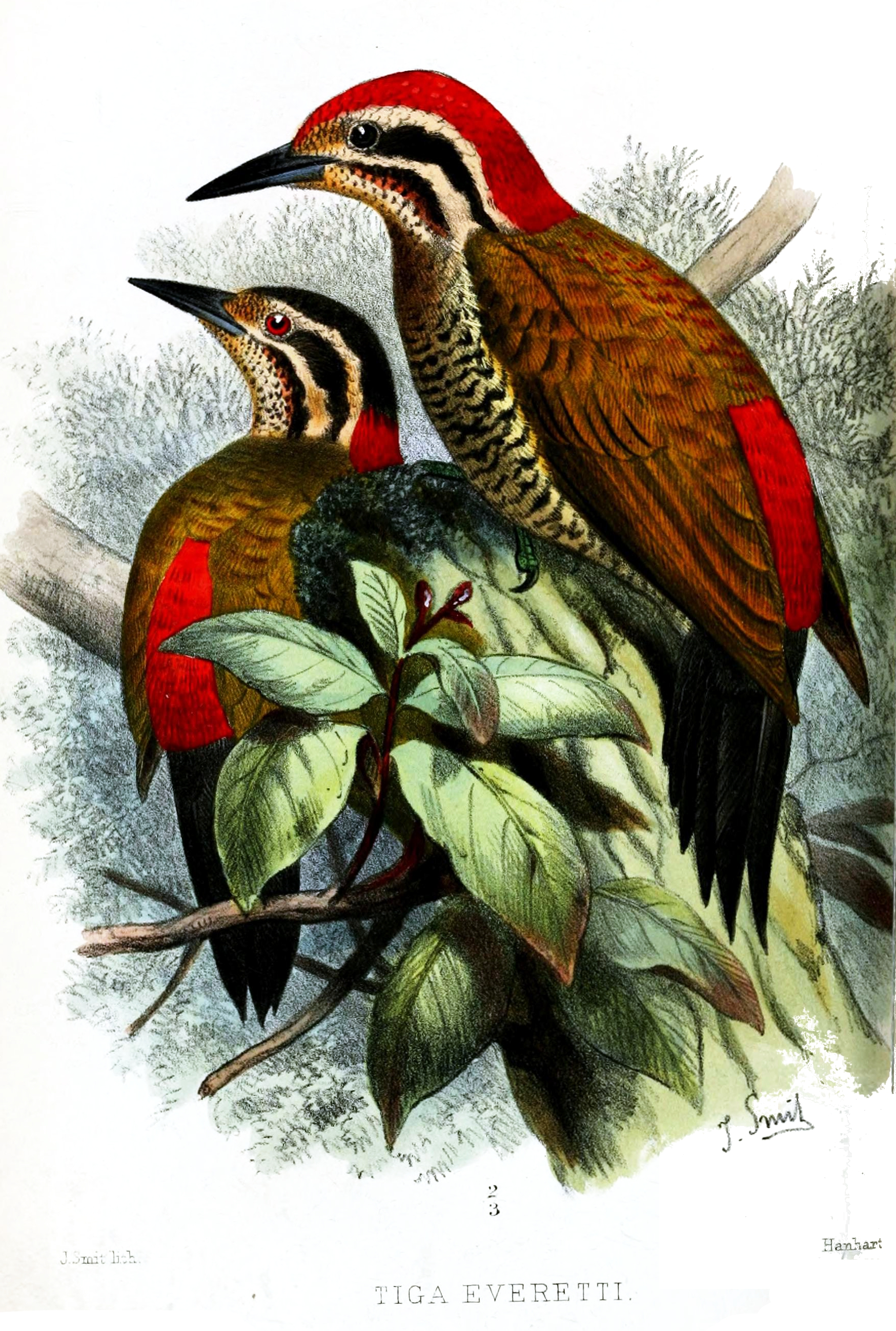
Пара палаванських дзьобаків (самиця зліва, самець справа)

Палаванські дзьобаки мешкають на островах Балабак, Палаван, Бусуанга і Куліон на заході Філіппінського архіпелагу. Вони живуть у вологих тропічних лісах, на узліссях і галявинах, у вторинних лісах, в рідколіссях і на кокосових плантаціях. Живляться переважно мурахами і личинками комах, а також іншими комахами. Гніздяться у березні-квітні.

## Збереження
МСОП класифікує стан збереження цього виду як близький до загрозливого. За оцінками дослідників, популяція палаванських дзьобаків становить від 2500 до 1000 дорослих птахів. Їм загрожує знищення природного середовища.